# Roncus
Los roncus son ruidos respiratorios de traqueteo tosco, generalmente causados por secreciones en las vías respiratorias bronquiales. Desde mediados de la década de 1990, ya no se ha considerado una terminología apropiada en la auscultación del tórax, ya que se ha reportado mucha confusión en la literatura publicada que confunde esto con crepitaciones y sibilancias, por lo que la naturaleza exacta de este término no está clara (ver Fleischner Sociedad para la terminología estandarizada).[cita requerida], sin embargo, es la herramienta de diagnóstico pulmonar más importante que se tiene.
De manera similar, los estertores ya no se usan en gran parte de Europa, Norteamérica y Australia con respecto a la descripción de los hallazgos de auscultación. Los términos más apropiados para la auscultación del tórax son los sonidos respiratorios y los adventicios (sibilancias, crujidos, frotis pleurales). Estos se han asociado de forma variable con sonidos continuos de tono bajo que son similares a las sibilancias o crepitaciones. Otra terminología para los sonidos que pueden auscultarse en el tórax incluyen soplos pulmonares, egofonía, pectoriloquio, susurro y fremito vocal.

## Historia
En 1957, Robertson y Coope propusieron las dos categorías principales de sonidos pulmonares adventicios (agregados). Esas categorías fueron "Continuo" y "Interrumpido" (o no continuo). En 1976, la International Lung Sound Association simplificó las subcategorías de la siguiente manera:
Continuo
Sibilancias (>400 Hz)
Roncus (<200 Hz)
Discontinuo
Crujidos Finos
Crujidos Gruesos
Varias fuentes también se referirán a los crujidos "medios", como un sonido crepitante que parece caer entre los crujidos gruesos y finos. Los crujidos se definen como sonidos discretos que duran menos de 250 ms, mientras que los sonidos continuos (roncus y sibilancias) duran aproximadamente 250 ms. Los roncus generalmente son causados por una estenosis u obstrucción en la vía aérea superior. Estos no deben confundirse con el estridor.